# Казем-Бек, Александр Львович
Александр Львович Казем-Бек (2 (15) февраля 1902, Казань — 21 февраля 1977, Москва) — лидер движения «младороссов», белоэмигрант, публицист, педагог, церковный журналист, богослов.

## Биография
Родился в семье гвардии корнета в запасе, предводителя дворянства Спасского уезда Казанской губернии Льва Александровича Казем-Бека, женатого на Надежде Геннадьевне Казем-Бек (урождённой Шпигельберг); его прадед — профессор-востоковед А. К. Казем-Бек, а бабка по отцовской линии — Мария Львовна Казем-Бек (урождённая Толстая).
Из-за служебных перемещений отца А. Л. Казем-Бек много путешествовал по России и Западной Европе. Окончил Царскосельское реальное училище императора Николая II. Участвовал в скаутском движении, в мае 1917 года получил звание скаут-мастера. В марте 1918 года Александр оказывается с семьей в Кисловодске. В ноябре 1919 года в Ростове был зачислен в уланский полк «белой» Добровольческой армии, командовал маршевым эскадроном, состоявшим из 40 человек, большинство из которых были пленными красноармейцами. Вскоре заболел и 17 января 1920 года на пароходе «Иртыш» вместе с родителями отправился в Константинополь, затем через Салоники попал в Белград.
В 1923 году А. Л. Казем-Бек переехал в Мюнхен, где поступил в Мюнхенский университет. Во второй половине 1920-х годов перебрался во Францию. В 1925 году сдал экзамены в Высшей школе политических и социальных наук в Париже и получил должность заведующего отделом в Монакском фондовом кредите. С конца 1925 по 1930 год жил в Монте-Карло.

### Во главе «Союза младороссов»
Одновременно А. Л. Казем-Бек стал лидером учреждённого в Мюнхене в 1923 году русской эмигрантской молодёжью Союза «Молодая Россия», который в 1925 году был преобразован в партию «Союз младороссов» (со штаб-квартирой в Париже).

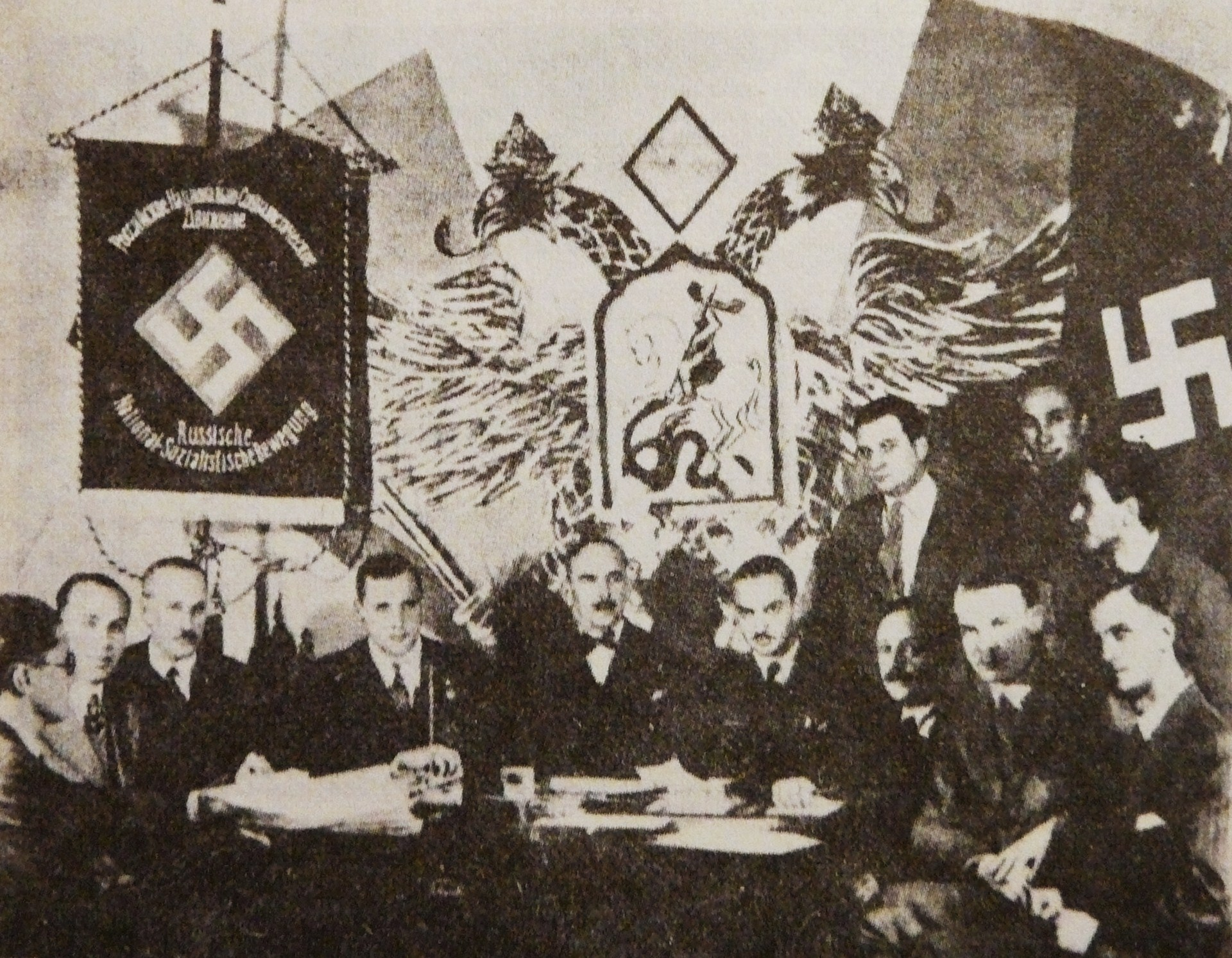
Участники трёхсторонней конференции в Берлине (1933): в центре (с галстуком-бабочкой) — П. Р. Бермондт-Авалов, слева от него — А. Л. Казем-Бек, справа — А. А. Вонсяцкий

Идеология возглавлявшегося им движения отличалась крайней противоречивостью и эклектичностью, сочетая в себе элементы монархизма, русского национализма, православного фундаментализма, корпоративизма, «евразийства», «сменовеховства», «национал-большевизма», антикоммунизма, симпатии к итальянскому фашизму, национал-социализму и советскому строю, что привело к появлению главного лозунга «младороссов» — «Царь и Советы».
В 1929 году А. Л. Казем-Бек возвратился в Париж и занялся более углублённой и интенсивной общественной работой, часто выступал в печати.
В 1934 году во время похорон Короля Александра в Югославии выступал представителем Великого князя Кирилла Владимировича. 
Встречался с А. Гитлером и Б. Муссолини. После того, как стало очевидно, что военный удар Германии и Италии будет направлен против СССР, отношение А. Л. Казем-Бека к ним резко изменилось. В 1937 года он подал заявление об отставке с поста главы партии «младороссов». По другим данным, это связано с тем, что в 1934 году в Риме во время визита к дуче, Казем-Бек был завербован Львом Гельфантом — секретарем советского посольства и агентом ОГПУ.
Профессор Гавайского университета Джон Стефан писал в книге «Русские фашисты: Трагедия и фарс в эмиграции. 1925—1945»:

Группа младороссов порой пыталась заигрывать с нацистами, но не имела с ними продолжительных отношений. В сентябре 1933 г. Казем-Бек приехал в Берлин и подписал договор о дружбе с Бермондт-Аваловым (РОНД), но сколько-нибудь значительного сотрудничества не последовало.

### Антифашистская деятельность
А. Л. Казем-Бек начал искать контактов с советскими представителями, в том числе вёл переговоры с «красным графом» А. А. Игнатьевым, инициировал в конце 1930-х — начале 1940-х годов создание в Париже так называемых «собеседований круглых столов» антифашистской направленности, за что в 1940 году был арестован (в Германии за его выдачу властям полагалось вознаграждение в сто тысяч рейхсмарок). Однако, он успел бежать в США, где в 1942 году объявил о роспуске партии «младороссов», «дабы дать полную возможность каждому из её членов проявить по своему разумению свой патриотический долг в отношении воюющего Отечества нашего». Члены распущенной «младоросской» партии в большинстве своём пополнили ряды антифашистского сопротивления.
С ноября 1942 года он был зачислен в штат OSS (Управление стратегических служб, руководимое генералом Джозефом Донованом, в 1947 году переформировано в ЦРУ). Занимался составлением отчетов о различных эмигрантских группах и отдельных эмигрантах. Часть его отчетов, довольно информативных, позже была опубликована в США. А. Л. Казем-Бек сотрудничал с русской газетой «Новая заря» (Сан-Франциско). В годы Второй мировой войны он руководил книжным отделом в программе помощи русским военнопленным, осуществлявшейся YMCA. В документах ЦРУ упоминается как Spider (Паук).

### Преподавательская и религиозно-просветительная деятельность
С 1944 года он преподавал русский язык в Йельском университете, с 1946/1947 учебного года возглавлял кафедру русского языка и литературы в Коннектикутском колледже в Нью-Лондоне. Активно защищал права Московского Патриархата (РПЦ): в частности, способствовал благоприятному решению в 1960 года Верховного суда США по сохранению за Московским Патриархатом РПЦ Свято-Никольского собора в Нью-Йорке.
В 1946 году совместно с Еленой Извольской создал экуменическое общество «Третий час», был соредактором одноимённого журнала, выходившего на трёх языках в Нью-Йорке.
Опубликовал ряд статей в журнале «Единая церковь» (официальном органе Патриаршего экзархата в Америке). Помогал патриаршему экзарху Северной и Южной Америки архиепископу (будущему митрополиту) Борису (Вику), прибывшему в США из Москвы.
По приглашению сестры премьер-министра Индии Д. Неру Р. Неру, открыл курсы русского языка в Нью-Дели, откуда в 1954 году обратился к правительству СССР с просьбой о предоставлении советского гражданства; просьба была удовлетворена в 1957 году.
По другим данным, в 1954 году Казем-Бек попадает под колпак ФБР, где его подозревали как советского разведчика. И в 1956 году он, бросив жену Светлану и детей, бежал через Лондон в Швейцарию. Там советские дипломаты вручили ему авиабилет до Праги, а оттуда по железной дороге он прибыл в Москву в конце 1956 года.

### Возвращение на родину и смерть
Прибыв в СССР, А. Л. Казем-Бек поселился в Москве. В 1962 году был назначен старшим консультантом Отдела внешних церковных сношений (ОВЦС) Московского Патриархата; состоял членом редколлегии «Журнала Московской Патриархии», был автором ряда статей на экуменические и иные темы. Женился на 17-летней
Сильвии Цветаевой, дочери другого эмигранта-возвращенца Льва Любимова (причем церковным браком, хотя у него оставалась в США неразведённая жена).
Скончался 21 февраля 1977 года. По собственной просьбе был погребён в селе Лукине (Ново-Переделкино) под Москвой 23 февраля в ограде Преображенского храма подворья Афонского Пантелеимонова (тогда) монастыря. Литургию и отпевание в том храме совершил епископ Зарайский Иов (Тывонюк), который передал соболезнования от митрополита Ленинградского и Новгородского Никодима (Ротова), митрополита Ювеналия (Пояркова); прощальное слово сказал секретарь ОВЦС А. С. Буевский.
На его поминальной трапезе заместитель ОВЦС профессор протоиерей Н. М. Гундяев — старший брат Кирилла (Гундяева) — заметил, в частности, что «[А. Л.] Казем-Бека нужно не только помнить, его надо изучать».

## Увековечение памяти
15 февраля 2002 года в Российском фонде культуры прошёл торжественный вечер, посвященный 100-летию со дня рождения А. Л. Казем-Бека. На нём присутствовали родственники А. Л. Казем-Бека, учёные, общественные деятели, потомки российского дворянства. Среди выступавших были председатель Издательского Совета Московского Патриархата протоиерей Владимир Силовьев, заместитель председателя ОВЦС протоиерей Всеволод Чаплин, консультант ОВЦС А. С. Буевский. На вечере присутствовал консультант ОВЦС протопресвитер Виталий Боровой.

## Публикации
- Второй Ватиканский Собор

книги
- К молодой России: Сборник младороссов. — Париж, 1928. — 159 с. (составитель сборника).
- К советской Европе или к молодой России. Проблема «человеческого фактора». — Париж, 1931. — 31 с. (совместно с М. В. Штенгером).
- Россия, младороссы и эмиграция: Генеральная линия Младоросской партии. — Париж, 1935. — 95 с.
- Четыре трети нашей жизни. — Париж, 1984.
- Патриарх Алексий I. — М.: Сретенский монастырь, 2015. — 480 с. — (Русская Православная Церковь в дневниках и воспоминаниях). — ISBN 978-5-7533-1060-6.

статьи
- Под хоругвью Матери-Церкви // Журнал Московской Патриархии. 1957. — № 7. — С. 22-26.
- К десятилетию одного судебного процесса // Журнал Московской Патриархии. 1957. — № 6. — С. 66-74.
- К десятилетию одного судебного процесса // Журнал Московской Патриархии. 1957. — № 7. — С. 56-65.
- Праздник в Троице-Сергиевой Лавре // Журнал Московской Патриархии. 1957. — № 8. — С. 18-23.
- Великая надежда // Журнал Московской Патриархии. 1958. — № 2. — С. 31-35.
- Надо творить мир! // Журнал Московской Патриархии. 1958. — № 3. — С. 14-18.
- Христианский путь к миру // Журнал Московской Патриархии. 1958. — № 4. — С. 24-27.
- Пасха — праздник жизни, мира и братства // Журнал Московской Патриархии. 1958. — № 5. — С. 39-41.
- Блаженнейший Александр III, Патриарх Антиохии и всего Востока (некролог) // Журнал Московской Патриархии. 1958. — № 7. — С. 57-67.
- Патриарх Сербский Викентий (некролог) // Журнал Московской Патриархии. 1958. — № 9. — С. 71-76.
- О христианской ответственности // Журнал Московской Патриархии. 1958. — № 11. — С. 26-29.
- На юбилейных торжествах во Владимире // Журнал Московской Патриархии. 1958. — № 12. — С. 8-10.
- Русская Православная Церковь и борьба за мир в 1958 году // Журнал Московской Патриархии. 1959. — № 1. — С. 22-27.
- Преемник святого Саввы (к избранию нового Патриарха Сербской Православной Церкви) // Журнал Московской Патриархии. 1959. — № 1. — С. 70-72.
- Из минувшего десятилетия борьбы за мир (к 10-летию основания Всемирного Совета Мира) // Журнал Московской Патриархии. 1959. — № 2. — С. 50-53.
- Патриарх Антиохийский и всего Востока Феодосий VI // Журнал Московской Патриархии. 1959. — № 2. — С. 78-79.
- Собрание духовенства Московской епархии, посвященное десятилетию движения защиты мира // Журнал Московской Патриархии. 1959. — № 6. — С. 62-64.
- Троицын день в Лавре Преподобного Сергия // Журнал Московской Патриархии. 1959. — № 7. — С. 11-12.
- Торжества в Троице-Сергиевой Лавре // Журнал Московской Патриархии. 1959. — № 8. — С. 13-19.
- День Хиросимы // Журнал Московской Патриархии. 1959. — № 8. — С. 46-48.
- К посещению Русской Православной Церкви Блаженнейшим Патриархом Антиохийским Феодосием VI // Журнал Московской Патриархии. 1959. — № 9. — С. 9-24.
- Историческая справка об Антиохийской Церкви // Журнал Московской Патриархии. 1959. — № 9. — С. 75-77.
- К взаимоотношениям Русской и Эфиопской Церквей // Журнал Московской Патриархии. 1959. — № 10. — С. 14-26.
- Знаменательный юбилей (к полувековому служению архиепископа Брюссельского и Бельгийского Александра в архиерейском сане) // Журнал Московской Патриархии. 1959. — № 11. — С. 13-16.
- Рижский кафедральный собор // Журнал Московской Патриархии. 1959. — № 11. — С. 41-45.
- И перекуют мечи свои на орала… // Журнал Московской Патриархии. 1960. — № 1. — С. 49-50.
- Александро-Невский собор в Таллине // Журнал Московской Патриархии. 1960. — № 3. — С. 28-32.
- Пасха и мир // Журнал Московской Патриархии. 1960. — № 4. — С. 47-50.
- Апостол Японии архиепископ Николай (Касаткин) (к 100-летию Православия в Японии) // Журнал Московской Патриархии. 1960. — № 7. — С. 43-58.
- «Гласник» № 5 (журнал Сербской Православной Церкви) // Журнал Московской Патриархии. 1960. — № 7. — С. 77-78.
- Православная Церковь в Японии (сотрудники архиепископа Николая) // Журнал Московской Патриархии. 1960. — № 8. — С. 58-68.
- Празднование Успения Божией Матери в обители Преподобного Сергия // Журнал Московской Патриархии. 1960. — № 9. — С. 6-7.
- От Эванстона к Нью-Дели (важный этап на пути к единству христиан) // Журнал Московской Патриархии. 1961. — № 9. — С. 49-56.
- Патриарх Сербский Герман на торжествах в Троице-Сергиевой Лавре // Журнал Московской Патриархии. 1961. — № 11. — С. 34-38.
- Русская Православная Церковь в 1961 году // Журнал Московской Патриархии. 1962. — № 1. — С. 27-42.
- Русская Православная Церковь и экуменическое движение // Журнал Московской Патриархии. 1962. — № 5. — С. 29-34.
- «Экумена», «Кафоличность» и современный экуменизм // Журнал Московской Патриархии. 1962. — № 7. — С. 68-71.
- О Втором Ватиканском Соборе // Журнал Московской Патриархии. 1963. — № 1. — С. 72-76.
- Третий съезд духовенства и мирян Патриаршего Экзархата Русской Православной Церкви в Америке // Журнал Московской Патриархии. 1963. — № 4. — С. 12-15.
- Второй Ватиканский Собор и современное человечество // Журнал Московской Патриархии. 1963. — № 5. — С. 74-80.
- Визит протестантов Франции // Журнал Московской Патриархии. 1963. — № 10. — С. 37-40.
- К открытию Второй сессии II Ватиканского Собора // Журнал Московской Патриархии. 1963. — № 11. — С. 46-53.
- К истории «базиса» Всемирного Совета Церквей // Журнал Московской Патриархии. 1969. — № 8. — С. 79-82.
- Прошлое и настоящее парижского раскола // Журнал Московской Патриархии. 1969. — № 4. — С. 10-23.
- Русская Православная Церковь в 1963 году // Журнал Московской Патриархии. 1964. — № 2. — С. 22-40. (в соавторстве)
- Вторая сессия Ватиканского Собора // Журнал Московской Патриархии. 1964. — № 2. — С. 66-74.
- Сессия Исполнительного Комитета Всемирного Совета Церквей (Одесса, 10-14 февраля 1964 года) // Журнал Московской Патриархии. 1964. — № 5. — С. 36-42; № 6. — С. 47-54.
- Блаженный путь в надежде воскресения // Журнал Московской Патриархии. 1970. — № 6. — С. 12-56. (в соавторстве)
- Новое в Римско-Католической Церкви (после первой сессии Епископского синода) // Журнал Московской Патриархии. 1968. — № 5. — С. 69-78.
- 1975 год — Святой год в Римской Церкви // Журнал Московской Патриархии. 1975. — № 2. — С. 61-62.
- После третьей сессии II Ватиканского Собора (Папа Павел VI, коллегиальность епископата и римский примат) // Журнал Московской Патриархии. 1965. — № 1. — С. 67-79.
- Святейший Патриарх Тихон (1865—1965) // Журнал Московской Патриархии. 1965. — № 4. — С. 16-24.
- Ещё о II Ватиканском Соборе // Журнал Московской Патриархии. 1965. — № 7. — С. 68-73.
- К 65-летию д-ра В. А. Виссерт-Хуфта // Журнал Московской Патриархии. 1965. — № 10. — С. 46-50.
- Джон Мотт // Журнал Московской Патриархии. 1965. — № 11. — С. 53-60.
- После Ватиканского Собора // Журнал Московской Патриархии. 1966. — № 4. — С. 64-73.
- Церковь и общество в современном мире // Журнал Московской Патриархии. 1966. — № 5. — С. 55-59.
- Д-р Юджин Карсон Блейк (к избранию генеральным секретарем Всемирного Совета Церквей) // Журнал Московской Патриархии. 1966. — № 11. — С. 46-49.
- Христианский путь Карла Барта // Журнал Московской Патриархии. 1972. — № 9. — С. 53-60.
- Кончина Андрея Николаевича Игнатьева // Журнал Московской Патриархии. 1973. — № 12. — С. 24-26.
- Новое в католицизме — Епископский Синод // Журнал Московской Патриархии. 1975. — № 6. — С. 61-65; № 7. — С. 52-57.
- Жизнеописание Святейшего Патриарха Московского и всея Руси Алексия I // Богословские труды. М., 1998. — № 34. — С. 13-185.